# Малорогозянська сільська рада (Золочівський район)
Малорогозя́нська сільська́ ра́да — адміністративно-територіальна одиниця та орган місцевого самоврядування в Золочівському районі Харківської області. Адміністративний центр — село Мала Рогозянка.

## Загальні відомості
- Малорогозянська сільська рада утворена в 1924 році.
- Територія ради: 53,07 км²
- Населення ради: 1 251 особа (станом на 2001 рік)
- Територією ради протікає річка Уди.

## Населені пункти
Сільській раді підпорядковані населені пункти:
- с. Мала Рогозянка
- с. Вільшанське
- с. Зіньківське
- с-ще Перемога

## Склад ради
Рада складалася з 16 депутатів та голови.
- Голова ради: Лизогуб Валентина Єгорівна
- Секретар ради: Малахова Валентина Петрівна

### Керівний склад попередніх скликань
| Прізвище, ім'я, по батькові | Основні відомості                                                                       | Дата обрання | Дата звільнення |
| --------------------------- | --------------------------------------------------------------------------------------- | ------------ | --------------- |
| Лизогуб Валентина Єгорівна  | Сільський голова, 1953 року народження, освіта середня спеціальна                       | 26.03.2006   | 31.10.2010      |
| Лизогуб Валентина Єгорівна  | Сільський голова, 1953 року народження, освіта середня спеціальна, член Народної партії | 31.10.2010   |                 |

Примітка: таблиця складена за даними сайту Верховної Ради України

### Депутати
За результатами місцевих виборів 2010 року депутатами ради стали:

#### За суб'єктами висування
| Суб'єкт висування                                       | Кількість обраних депутатів | %    |
| ------------------------------------------------------- | --------------------------- | ---- |
| Партія регіонів                                         | 8                           | 50   |
| Самовисування                                           | 4                           | 25   |
| Народна партія                                          | 2                           | 12,5 |
| Політична партія Всеукраїнське об'єднання «Батьківщина» | 2                           | 12,5 |

#### За округами
| № округу                                                | Прізвище, ім'я, по батькові       | Дата визнання обраним | Освіта             | Партійна приналежність | Відомості про обраного депутата                        |
| ------------------------------------------------------- | --------------------------------- | --------------------- | ------------------ | ---------------------- | ------------------------------------------------------ |
| Народна Партія                                          |                                   |                       |                    |                        |                                                        |
| 4                                                       | Хомич Любов Яківна                | 04.11.2010            | середня спеціальна | позапартійна           | Малорогозянська сільська рада, спеціаліст II категорії |
| 10                                                      | Косюк Ольга Миколаївна            | 04.11.2010            | середня            | позапартійна           | м. Харків, лікарня № 18, молодша медична сестра        |
| Партія регіонів                                         |                                   |                       |                    |                        |                                                        |
| 1                                                       | Писаренко Віталій Петрович        | 04.11.2010            | середня            | член Партії регіонів   | ПСП «Вікторія», механізатор                            |
| 5                                                       | Капусник Марія Михайлівна         | 04.11.2010            | середня спеціальна | член Партії регіонів   | Золотівсь-кий територіальний центр, працівник соцсфери |
| 8                                                       | Іншин Олексій Петрович            | 04.11.2010            | вища               | член Партії регіонів   | Макарівська загальноосвітня школа, дирек-тор           |
| 9                                                       | Хомич Віталій Гаврилович          | 04.11.2010            | вища               | член Партії регіонів   | Макарівська загальноосвітня школа, вчитель             |
| 12                                                      | Клименко Антоніна Кіндратівна     | 04.11.2010            | середня            | член Партії регіонів   | ПП «Гіцелєва», реалізатор                              |
| 13                                                      | Задеря Людмила Михайлівна         | 04.11.2010            | вища               | член Партії регіонів   | Макарівська загальноосвітня школа, завуч               |
| 15                                                      | Лисун Олександр Володимирович     | 04.11.2010            | вища               | член Партії регіонів   | тимчасово не працює                                    |
| 16                                                      | Макарчук Павло Адамович           | 04.11.2010            | середня спеціальна | член Партії регіонів   | пенсіонер                                              |
| Політична партія Всеукраїнське об'єднання «Батьківщина» |                                   |                       |                    |                        |                                                        |
| 7                                                       | Кондратенко Євгеній Володимирович | 04.11.2010            | середня            | позапартійний          | Переможанська амбулаторія сімейного типу, водій        |
| 11                                                      | Коньшин Михайло Петрович          | 04.11.2010            | середня            | позапартійний          | м. Харків, ТОВ Витязь, охоронець                       |
| Самовисування                                           |                                   |                       |                    |                        |                                                        |
| 2                                                       | Кудла Віра Борисівна              | 04.11.2010            | вища               | позапартійна           | Малорогозянська загальноосвітня школа, вчитель         |
| 3                                                       | Малахова Валентина Петрівна       | 04.11.2010            | вища               | позапартійна           | Малорого-зянська сільська рада, секре-тар ради         |
| 6                                                       | Галушко Валерій Олександрович     | 04.11.2010            | середня            | позапартійний          | Фермерське господарство «Галушко», підприємець         |
| 14                                                      | Краєвська Парасковія Михайлівна   | 04.11.2010            | середня            | позапартійна           | м. Харків, лікарня № 18, молодша медична сестра        |